# Peeter Allik
Peeter Allik (* 28. Juni 1966 in Põltsamaa; † 31. Dezember 2019) war ein estnischer surrealistischer Grafiker und Künstler.

## Ausbildung und Wirken
Allik studierte von 1987 bis 1993 an der Tartu Kunstikool, der Universität Tartu und der Estnischen Kunstakademie. Sein Studium an der Universität Tartu schloss er im Jahr 1993 ab.
Als unabhängiger Künstler war er von 1994 bis 2001 tätig. Von 2001 bis 2004 war er Leiter der Abteilung für Malerei und Grafik an der Academia Non Grata. Ab 2005 war er Dozent für Malerei an der Kunstakademie Tartu.
Peeter Allik war Gründungsmitglied der Kursi-Schule, einer Künstlergruppe, die dem offiziellen Kunstmodell in Estland entgegensteht. Er begann in der Künstlergruppe seine surrealistischen Ölgemälde auszustellen, die in der zweiten Hälfte der 1980er Jahre entstanden waren. Als Grafiker und Maler war er zu Beginn der neunziger Jahre auch in der Neo-Pop-Bewegung aktiv. Seine Arbeiten zeigen oft einen grotesken Sinn für eine dislozierte Realität.

## Ausstellungen
Allik stellte international in Einzel- und Gruppenausstellungen aus:

### Einzelausstellungen (Auswahl)
- 2013 Peeter Allik, Gallery Ietsmooisaandemuur, Hertogenbosch, Nederlanden
- 2012 Graphics, Muzeum Dr. Bohuslava Horáka v Rokycanech, Tschechien
- 2010 Peeter Allik & Toomas Kuusing, Create an Art City Project - Docking, NOI Gallery, Korea Experimental Art Festival 2010, Seoul, Korea
- 2005 Kaliningrad State Art Gallery, Russland

### Gruppenausstellungen (Auswahl)
- 2014 JUSTMAD 5, Ivars Heinrihsons & Peeter Allik (Gallery Bastejs) Madrid
- 2013 Linocut Today 2013, Städtische Galerie Bietigheim-Bissingen
- 2013 Biennale internationale d`estampe contemporaine de Trois-Rivières, Kanada
- 2013 17-th International Print Biennial Varna 2013, Bulgarien
- 2012 Image of Chaos and Order in New Societies, MAD Center & Gallery Tirana, Albanien
- 2012 Presentation in Tischman Museum Auditorium, Beaumont, Texas, USA
- 2012 Exhibition and Festival, Art Tunnel, Corpus Christy, Texas, USA
- 2012 Graphica Creativa `12, Jyväskylä, Finland

## Auszeichnungen
- 2011 Chicago Printmakers Collaborative Prize, USA
- 2011 Exhibition Prize, Ereignis Druckgraphik 3, Leipzig, Germany
- 2010 The Main Biennial Award, 5th Rokycany Biennial in Graphic Arts, Tschechien
- 2008 Preis für einen der 10 besten Estnischen Poster, exhibition Estonian Poster Today, Haapsalu, Estonia
- 2008 Auszeichnung für die beste Gravur, International Print Exhibition – Creation of the Universe IV, Minsk, Weißrussland
- 2007 One of three equal awards of the 14-th International Print Biennial, Varna 2007, Bulgarien
- 2005 Kristjan Raud Preis und Medaille
- 2002 Grand Prix of VII International Biennal of Graphics, Kaliningrad/Köningsbergl, Russland
- 2001 Konrad Mägi Preis und Medaille, Estland
- 1998 Terzo premia International Exhibition of Art Citta Di Locri, Italien
- 1997 Ado Vabbe Prize, Tartu, Estonia
- 1997 Estonian Painters Society, jährlicher Preis für junge Maler, Estland

## Galerie

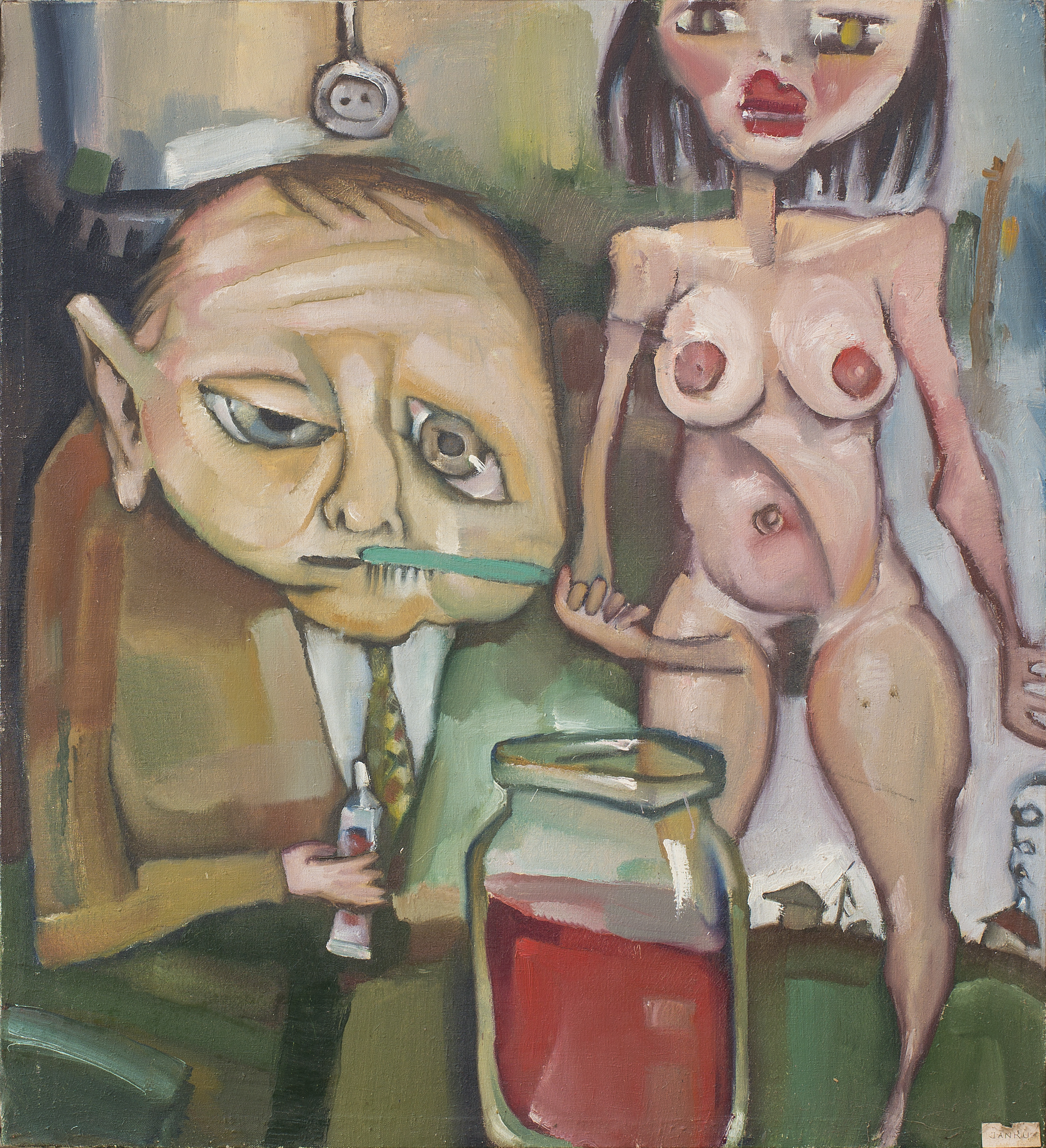
Ain Protsini pruut
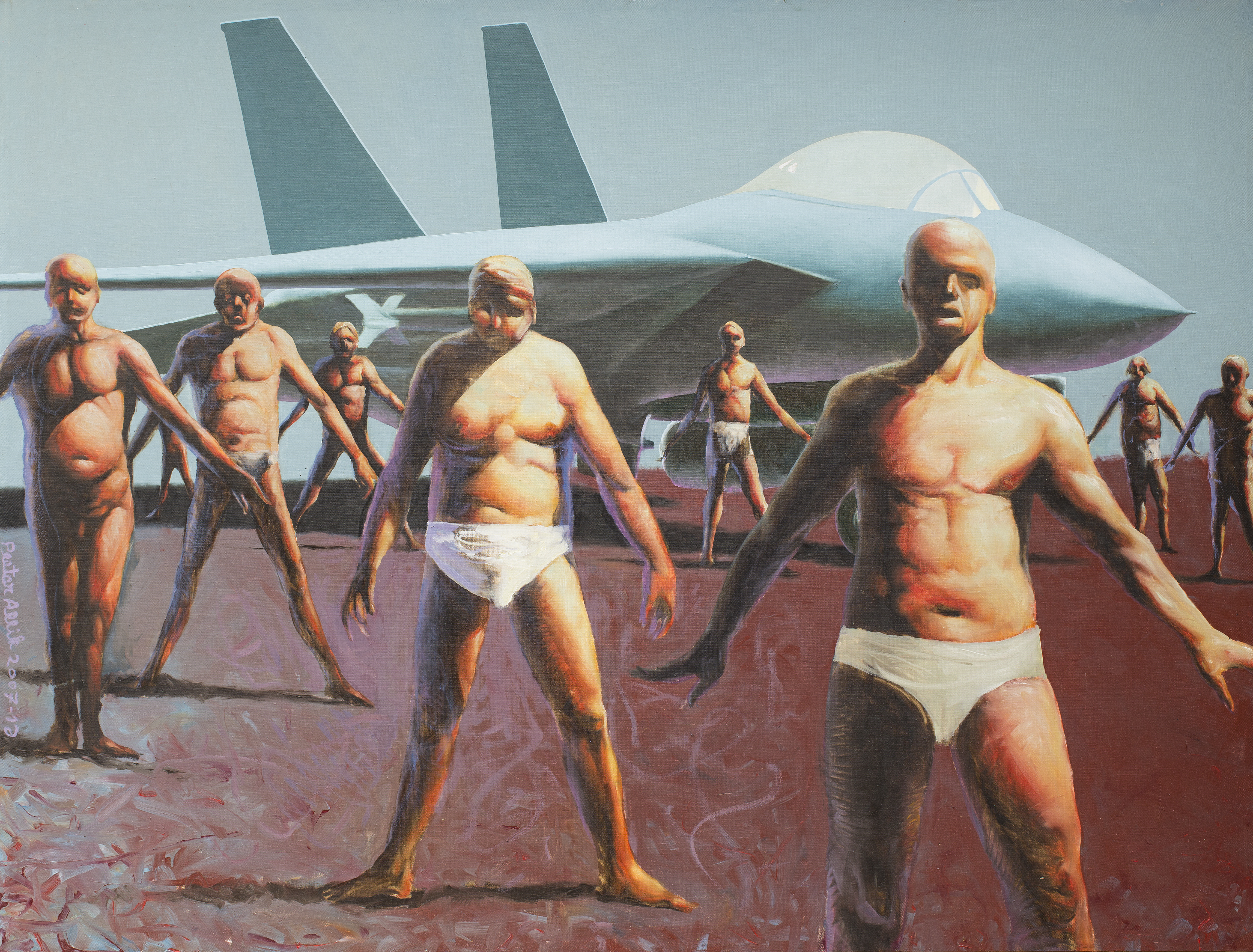
Lendavad Hollandlased
Liha IV
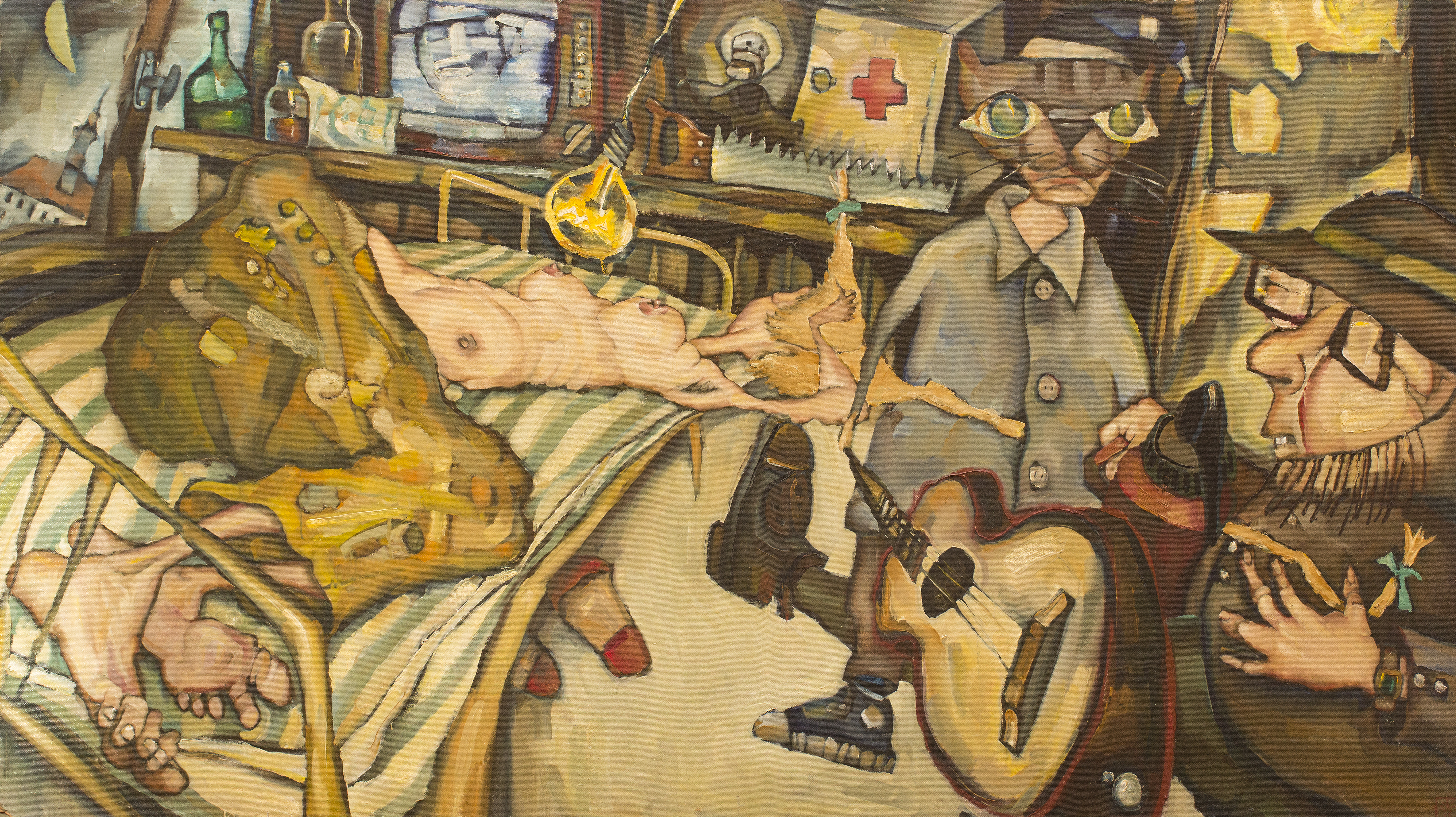
Mardipäev
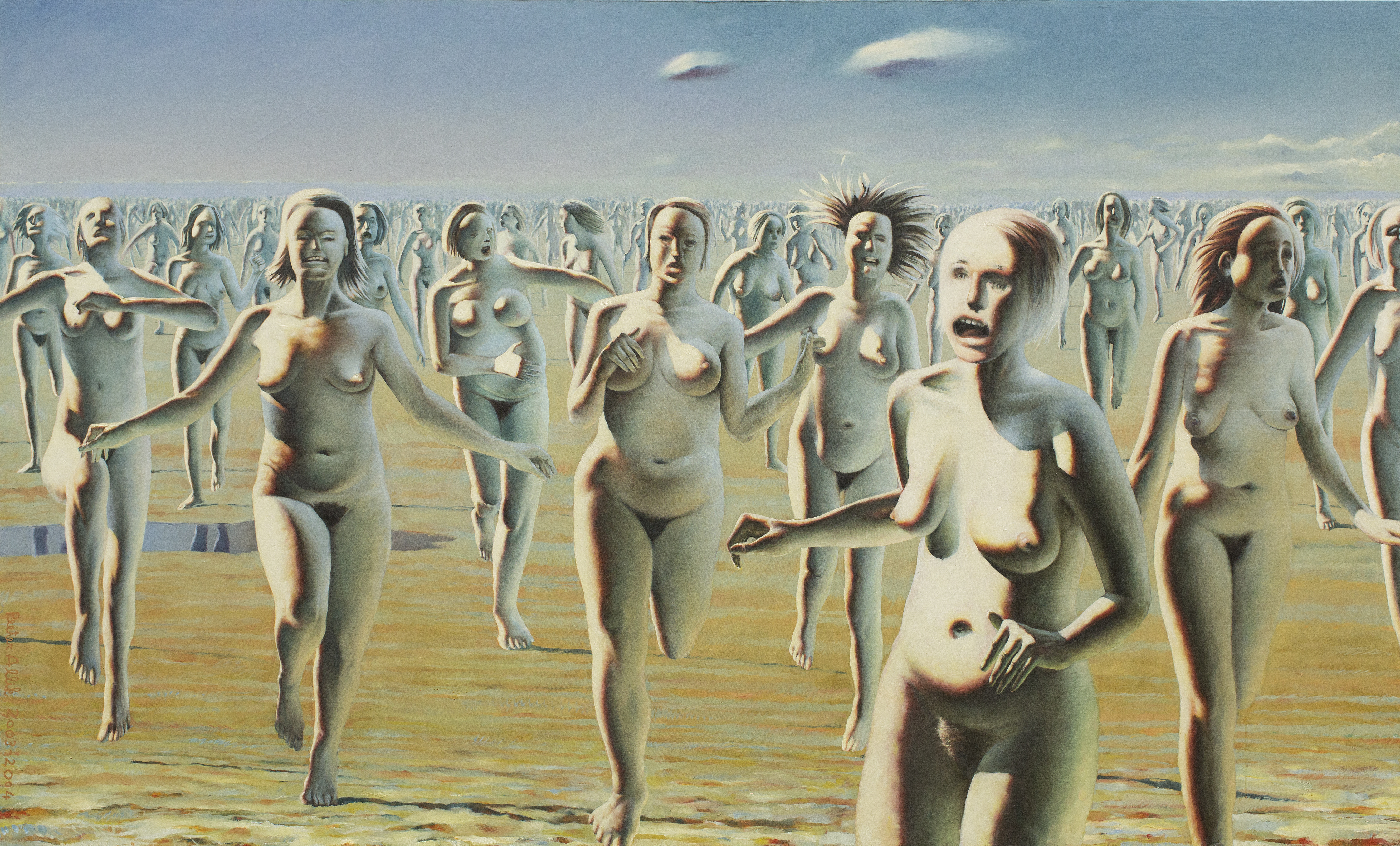
Naised jooksevad
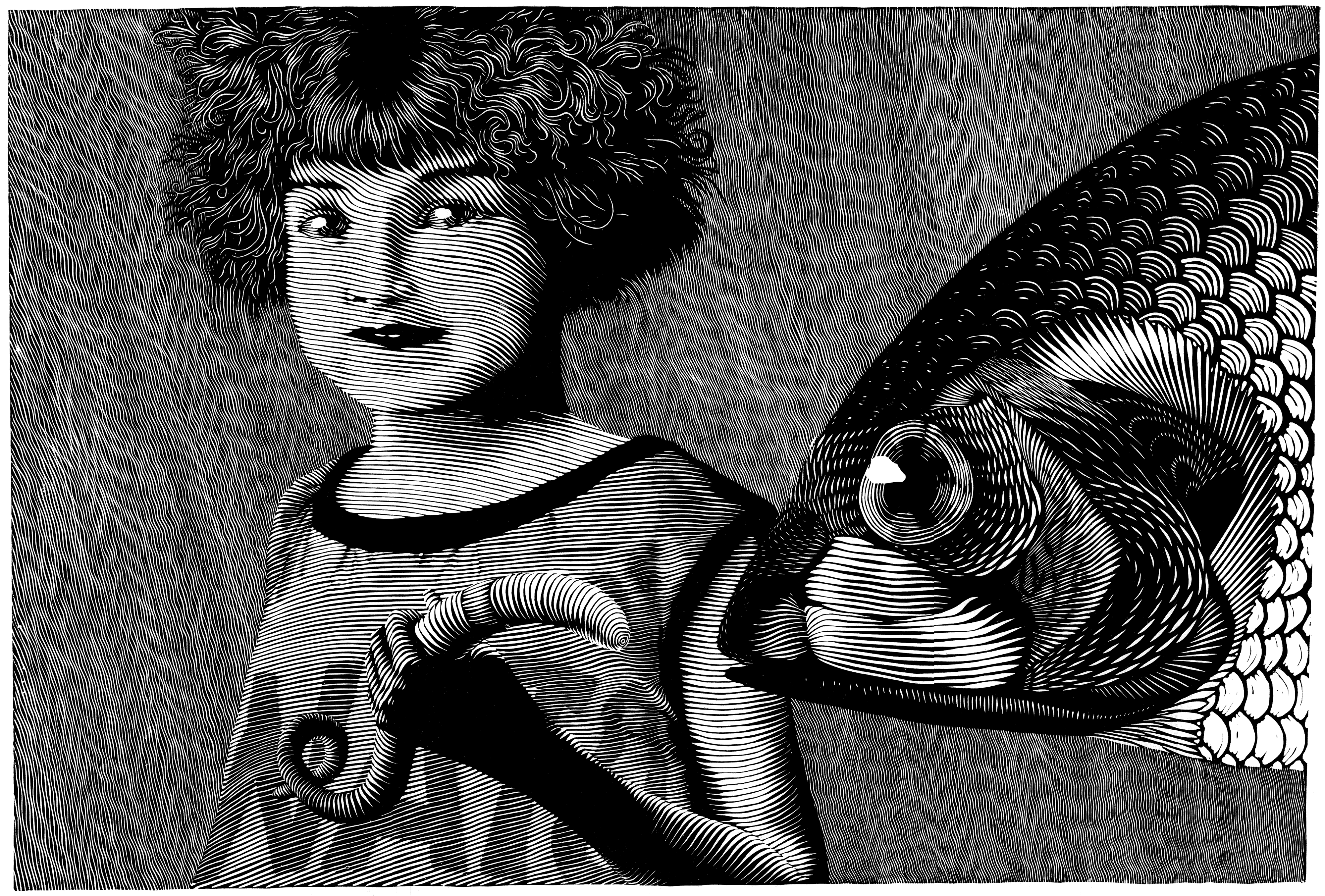
Nato
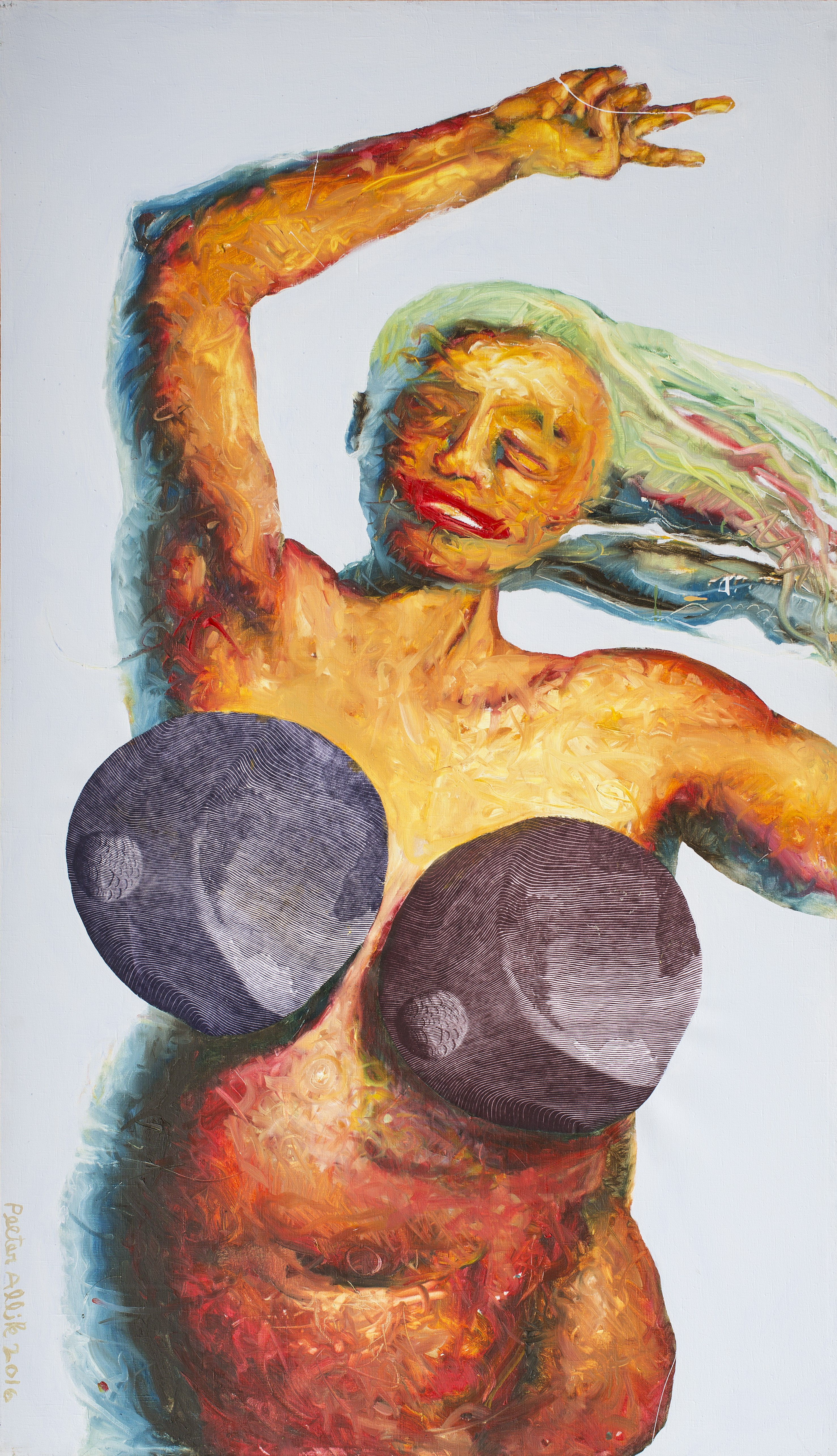
Naised valitsegu maailma
Pärast suudlust
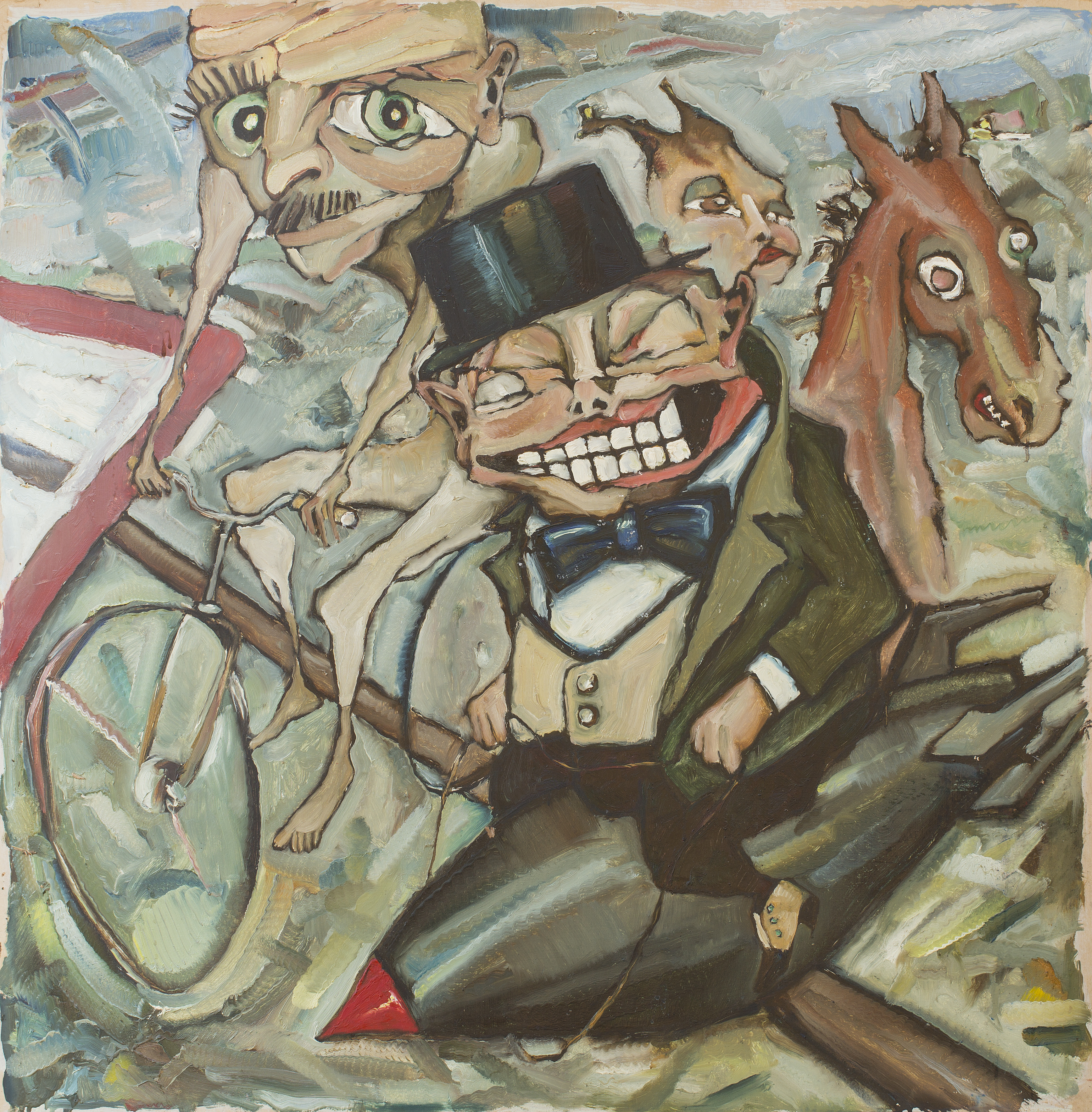
Poliitekonoom